# Gariwerdeus beehivensis
Gariwerdeus beehivensis är en kräftdjursart som beskrevs av Wilson och Keable 2002C. Gariwerdeus beehivensis ingår i släktet Gariwerdeus och familjen Phreatoicidae. Inga underarter finns listade i Catalogue of Life.